# Acaenomolgus serpulae
Acaenomolgus serpulae is een eenoogkreeftjessoort uit de familie van de Sabelliphilidae. De wetenschappelijke naam van de soort is voor het eerst geldig gepubliceerd in 1960 door Stock.